# Fontaine rouge

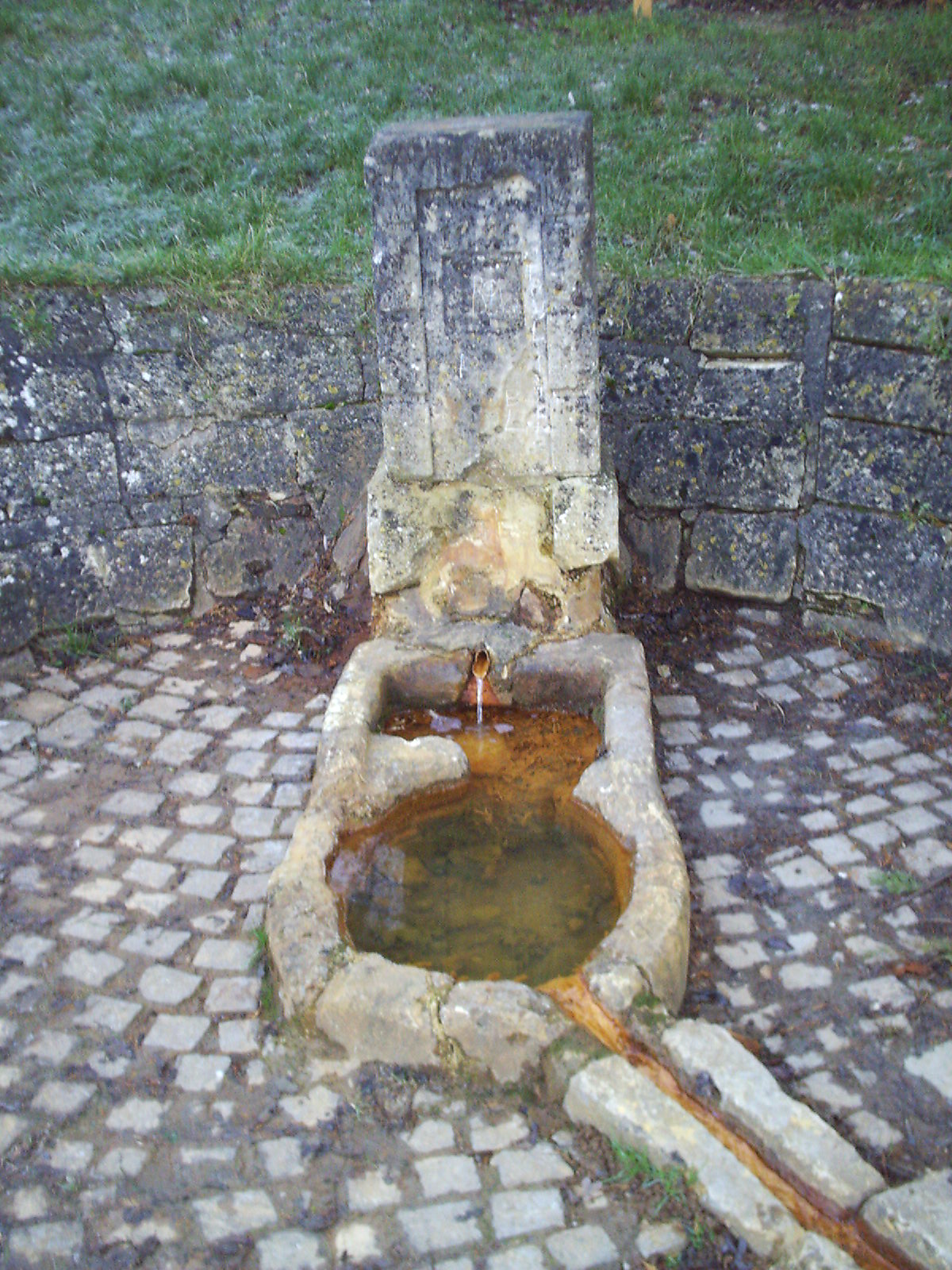
La fontaine rouge

La Fontaine rouge est une fontaine de Pont-à-Mousson, se caractérisant par une eau ferrugineuse, de coloration rougeâtre.

## Introduction
C'est ici que coule la source des « eaux purgatives et apéritives » que l'on appelait autrefois sels ou vitriols de Mars. De nombreux médecins recommandaient l'usage de son eau ferrugineuse, et beaucoup de gens du XVe siècle venaient en boire pour soigner leur anémie, leur fatigue et leurs pâles couleurs.

## Localisation
On accède à la Fontaine rouge par le "chemin de Mousson" qui monte vers le château de Mousson. Elle est située à mi-distance de celui-ci, sur le sentier nommé "chemin Fontaine rouge".
Avant la Première Guerre mondiale, on gagnait la source à travers un vignoble aujourd'hui disparu. Les hauts peupliers qui en marquaient jadis l'emplacement ont été remplacés par quelques mirabelliers.

## Historique
L'ancienne plaque de bronze scellée dans la pierre a disparu ; elle rappelait la restauration de la fontaine au temps du duc Léopold Ier. Ce dernier avait fait abriter le bassin par un petit bâtiment soutenu par quatre colonnes. 
En 1857 puis en 1866, la municipalité a fait reconstruire une fontaine entourée d'un dallage, avec des bancs en pierre.

## Eau
La source ne s'est jamais tarie. Son débit de 250 litres par jour et sa température de 11 °C restent constants. Lorsqu'elle jaillit, elle dépose le sédiment rouge duquel elle tire son nom.

## Quelques personnages
L'eau de la Fontaine rouge a joui d'une grande réputation depuis le temps de l'université jusqu'au XVIIIe siècle.
Charles Le Pois conseilla au Duc Charles III d'en faire usage pour la gravelle dont il était atteint. La famille ducale de Lorraine venait annuellement à la Fontaine.
Richelieu était venu y « prendre les eaux » et avait trouvé cette eau « excellente » et meilleure que celle de Forges-les-Eaux.